# Dominantní septakord
Dominantní septakord je pojem z oboru hudební teorie označující nejčastěji používaný typ čtyřzvuku (v evropské hudbě).
Jedná se o akord obsahující kromě svého základního tónu ještě velkou tercii, čistou kvintu a malou septimu. Z hlediska terciového systému je dominantní septakord rozšířením durového kvintakordu.

## Značení
Dominantní septakord je značen velkým písmenem názvu základního tónu, který je doplněn o horní index 7 (ten se obecně používá ke značení malé septimy):
- {\displaystyle C^{7}\,\!} od základního tónu c
- {\displaystyle F^{\#7}\,\!} od základního tónu fis
- {\displaystyle E^{b7}\,\!} od základního tónu es

## Složení
Následující tabulka obsahuje složení dominantního septakordu od jednotlivých základních tónů:
| Značka akordu               | Základní tón | Velká tercie | Čistá kvinta | Malá septima |
| --------------------------- | ------------ | ------------ | ------------ | ------------ |
| {\displaystyle C^{7}\,\!}   | c            | e            | g            | b            |
| {\displaystyle G^{7}\,\!}   | g            | h            | d            | f            |
| {\displaystyle D^{7}\,\!}   | d            | fis          | a            | c            |
| {\displaystyle A^{7}\,\!}   | a            | cis          | e            | g            |
| {\displaystyle E^{7}\,\!}   | e            | gis          | h            | d            |
| {\displaystyle H^{7}\,\!}   | h            | dis          | fis          | a            |
| {\displaystyle F^{\#7}\,\!} | fis          | ais          | cis          | e            |
| {\displaystyle C^{\#7}\,\!} | cis          | eis (=f)     | gis          | h            |
| {\displaystyle A^{b7}\,\!}  | as           | c            | es           | ges          |
| {\displaystyle E^{b7}\,\!}  | es           | g            | b            | des          |
| {\displaystyle B^{b7}\,\!}  | b            | d            | f            | as           |
| {\displaystyle F^{7}\,\!}   | f            | a            | c            | es           |

## Význam
Jak napovídá již název akordu, je nejčastějším použitím dominantního septakordu funkce dominanty. Lze jej jako dominantu použít v durové i mollové (pro harmonickou a melodickou mollovou stupnici) tónině. Jedná se po durovém kvintakordu a mollovém kvintakordu o třetí nejčastěji používaný akord a to jak v lidové hudbě, populární hudbě a country, tak v klasické vážné hudbě.
Kromě toho je dominantní septakord „kostrou“ církevního mixolydického modu.